# Phytomyza evanescens
Phytomyza evanescens är en tvåvingeart som beskrevs av Friedrich Georg Hendel 1920. Phytomyza evanescens ingår i släktet Phytomyza, och familjen minerarflugor. Arten är reproducerande i Sverige.